# Поезія Японії
Поезія Японії — сукупність всіх поетичних текстів, написаних китайською і японською мовами в Японії. Найстаріші вірші датовані 8 століттям і представлені у історичних хроніках «Кодзікі», «Ніхон-сьокі», «Манйосю».

## Класифікація
Римовані вірші написані класичною китайською мовою.
- Сі, також Ши (кит.: 詩) — жанр віршів пісенного типу, в основі яких лежать народні мелодії, що розвинувся у II–IV столітті в період Південних і Північних династій. Ієрогліф і слово «ши» старокитайською мовою означають: вірш, пісня, поезія, ритмічне, озвучене римами. Вірш звучить зазвичай під акомпанемент музичного інструменту.

Неримовані вірші написані класичною японською мовою.
- Вака (和歌)
  - тьока (яп. 長歌) — довгий вірш,
  - танка (яп. 短歌) — короткий вірш) — п'ятивірш, що складається із чергування п'яти- та семискладових рядків (5—7—5—7—7). Заключні, завершальні рядки танка називаються аґеку.
  - седока (яп. 旋頭歌) — вірш з повторами.
  - ренґа (яп. 連歌) — «ланцюговий» вірш) — жанр японської поезії, в якому вірш формується з двох або більш строф, що складаються різними людьми по чергово, тобто «по-ланцюгу». У традиційній Японії відігравав роль розваги заможних і освічених верств населення.
  - хайку (яп. 俳句) — жанр японської ліричної поезії, трирядковий неримований вірш на основі першої півстрофи танка, що складається з 17 складів (5-7-5) і відрізняється простотою поетичної мови, свободою викладу.
  - сенрю ((яп. 川柳, річкова верба) — жанр японської середньовічної поезії гумористичного характеру, що виник в період Едо (напочатку XVIII століття).

## Поетичні антології
Починаючи з 8 століття в Японії публікуються численні антології прозових і поетичних творів. Класичні антології японської поезії мають доволі канонічний характер. Поети, що ввійшли до таких антологій, вважаються найкращими поетами своєї епохи.
Найзнаменитішими поетичними антологіями були такі:
- «Манйосю»
- «Кокін-вака-сю»
- «Хякунін-іссю»
- «Сін кокін вака-сю»